# Straža, Lukovica
Straža este o localitate din comuna Lukovica, Slovenia, cu o populație de 16 locuitori.